# Санчес, Хесус
Хесус Санчес Гонсалес (исп. Jesús Sánchez González; род. 23 марта 1976 или 7 февраля 1976, Мехико) — мексиканский легкоатлет, специалист по спортивной ходьбе. Выступал за сборную Мексики по лёгкой атлетике в 1995—2012 годах, серебряный призёр Кубка мира в командном зачёте, победитель ряда крупных международных стартов, участник летних Олимпийских игр в Пекине.

## Биография
Хесус Санчес родился 7 февраля 1976 года в Мехико, Мексика.
Первого серьёзного успеха в лёгкой атлетике на международном уровне добился в сезоне 1995 года, когда вошёл в состав мексиканской сборной и выступил на юниорском панамериканском первенстве в Сантьяго, где превзошёл всех соперников в зачёте ходьбы на 10 000 метров.
В 2000 году сошёл с 50-километровой дистанции на Панамериканском кубке в Поса-Рике, выиграл серебряную медаль в ходьбе на 20 км на молодёжном чемпионате NACAC в Монтеррее.
На Панамериканском кубке 2001 года в Куэнке стал бронзовым призёром на дистанции 20 км.
В 2003 году был восьмым на Панамериканском кубке в Тихуане.
В 2005 году в ходьбе на 50 км финишировал девятым на Панамериканском кубке в Лиме.
В 2007 году принял участие в чемпионате мира в Осаке, в 20-километровой дисциплине с результатом 4:07:14 закрыл двадцатку сильнейших.
В 2008 году на Кубке мира в Чебоксарах занял 13-е место в личном зачёте 50 км, став бронзовым призёром командного зачёта (впоследствии в связи с допинговой дисквалификацией россиянина Владимира Канайкина мексиканцы переместились на вторую позицию командного зачёта). Благодаря череде успешных выступлений удостоился права защищать честь страны на летних Олимпийских играх в Пекине — в программе 50 км показал время 3:52:58, расположившись в итоговом протоколе соревнований на 18-й строке.
На чемпионате мира 2009 года в Берлине занял седьмое место в ходьбе на 20 км и 12-е место в ходьбе на 50 км. В обоих случаях установил свои личные рекорды — 1:20:52 и 3:50:55 соответственно.
Завершил спортивную карьеру по окончании сезона 2012 года.